# Carl Moos
Carl Moos (* 29. Oktober 1878 in München; † 9. Juli 1959 in Zürich) war ein deutsch-schweizerischer Werbegrafiker und Illustrator.

## Leben
Zusammen mit Friedrich Heubner, Valentin Zietara, Emil Preetorius, Max Schwarzer und Franz Paul Glass gründete er in München die Künstlergenossenschaft Die Sechs, eine der ersten Künstlergruppen für die Vermarktung von Werbeaufträgen.
Seine Motive wurden oft 1910 auf Bierkrügen gedruckt. Ebenfalls stellte er mehrere Münchner Kindl-Motive Postkarten her. 1914 schuf er eine ganze Serie an Postkarten, die das Schweizer Soldatenleben darstellen. 
Carl Moos erlangte Ruhm für seine Sportplakate. An den Olympischen Sommerspielen 1928 in Amsterdam gewann Moos mit dem Werk «Leichtathletisches Plakat» bei den Kunstwettbewerben als Grafiker die Silbermedaille für die Schweiz.